# 내변산로
내변산로(Naebyeonsan-ro)는 전북특별자치도 부안군 변산면 지서사거리에서 부안군 하서면 섶못오거리를 잇는 도로이다.

## 주요 경유지
전북특별자치도
- 부안군 (변산면 - 하서면)

## 노선
| 이름       | 접속 노선                   | 소재지 | 소재지 | 비고 |
| ---------- | --------------------------- | ------ | ------ | ---- |
| 지서삼거리 | 지서로                      | 부안군 | 변산면 |      |
| 중계교     |                             | 부안군 | 변산면 |      |
| 도화사거리 | 지방도 제705호선 (고인돌로) | 부안군 | 하서면 |      |
| 섶못오거리 | 변산로 하서길               | 부안군 | 하서면 |      |